# Dolabra
Dolabra és una paraula llatina que designa una mena de pic o tallantó usat pels legionaris romans.
Té un mànec llarg de fusta on s'acobla perpendicularment un cap doble de ferro, que acaba per un costat en una fulla esmolada paral·lela al mànec, i a l'altre costat un pic normalment corbat. S'utilitzava per tallar la fusta, per a trencar la terra de les vinyes i per la poda quan la podadora no era prou forta, per fer estacades de defensa, i per enderrocar muralles Els autors coincideixen que era una eina usada pels soldats romans.
També s'usava per excavar o trencar la terra, però aquesta dolabra tenia la part del pic més recta. Els paletes, segons Isidor de Sevilla, l'usaven per a la construcció. També s'anomenava dolabra (dolabra pontificalis) la destral que feien servir els sacerdots als sacrificis